# Totò d'Arabia
Pour plus de détails, voir Fiche technique et Distribution.
Totò d'Arabia est un film hispano-italien réalise par José Antonio de la Loma et sorti en 1964.

## Synopsis
Toto, un ancien militaire italien qui travaille comme serviteur au service de renseignement britannique, est promu agent secret sous le nom d'« agent 00Ø8  » afin de persuader le dirigeant de Shamara, Cheikh Ali El Buzur, de céder son pétrole au Royaume-Uni.

## Fiche technique
- Titre : Totò d'Arabia
- Réalisation : José Antonio de la Loma
- Scénario : Bruno Corbucci, Giovanni Grimaldi
- Production : Alberto Pugliese, Luciano Ercoli
- Musique : Angelo Francesco Lavagnino
- Photographie : Aldo Nascimbene
- Genre : Comédie
- Année de sortie : 1965
- Durée : 84 minutes
- Pays de production :  Italie,  Espagne
- Langage : Italien[3]

## Distribution
- Totò: Agent 00Ø8 Toto
- Nieves Navarro: Doris
- Fernando Sancho: Sheikh Ali el Buzur
- George Rigaud: Bains
- Mario Castellani:  Omar el Bedù
- Luigi Pavese: Sheikh Ali di Shamara
- Luis Cuenca: El Kasser
- Víctor Israel: Boris